# Zagórze (powiat wadowicki)
Zagórze – wieś w Polsce, położona w województwie małopolskim, w powiecie wadowickim, w gminie Mucharz, na lewym brzegu rzeki Skawy i w obrębie jej przełomu, na wysokości 290–320 m n.p.m., w pobliżu drogi Sucha Beskidzka – Wadowice.
W latach 1975–1998 wieś należała administracyjnie do województwa bielskiego.

## Integralne części wsi
| SIMC    | Nazwa         | Rodzaj     |
| ------- | ------------- | ---------- |
| 0063302 | Bania         | część wsi  |
| 0063319 | Brańkówka     | część wsi  |
| 0063325 | Dobiszówka    | część wsi  |
| 0063331 | Karpowiczówka | część wsi  |
| 0063348 | Krupówka      | część wsi  |
| 0063390 | Leśniówka     | przysiółek |
| 0063354 | Niemczyki     | część wsi  |
| 0063360 | Niwa          | część wsi  |
| 0063383 | Pawlikówka    | część wsi  |
| 0063408 | Wodniakówka   | przysiółek |

## Historia
Miejscowość powstała najwcześniej w połowie XIV wieku, kiedy zakładaniem wsi na prawie niemieckim w lasach nadanych mu w 1333 w okolicy Zembrzyc przez księcia oświęcimskiego Jana Scholastyka zajmował się Żegota z Bieńkowic. Po raz pierwszy wzmiankowana w 1389, kiedy podległa była parafii w Mucharzu.
Najpierw była ona przysiółkiem Mucharza, później Łękawicy.